# 鈴木悠仁
鈴木 悠仁（すずき ゆうじん、2004年〈平成16年〉9月5日 - ）は、日本の歌手、俳優、タレント、アイドル。ジュニア内男性アイドルグループ・B&ZAI のメンバー。
神奈川県出身。STARTO ENTERTAINMENT所属。

## 来歴
2018年6月23日にジャニーズ事務所に入所。少年忍者のメンバーとして活動する。
同期に稲葉通陽、深田竜生、長瀬結星、小田将聖、田村海琉、山井飛翔などがいる。
2025年2月16日、ジュニア内新グループ・B&ZAIの結成が発表され、メンバーとなる。

## 人物
特技は歌、ギター。趣味はギター、ベース、ドラム、スケボー。

## 出演

### テレビドラマ
- 青のSP―学校内警察・嶋田隆平―（2021年1月12日 - 3月6日、関西テレビ・フジテレビ） - 菊池京介 役[6]

### 舞台
- MUSICAL SHOW『日劇前で逢いましょう〜昭和みたいな恋をしよう〜』（2023年10月27日 - 29日、COOL JAPAN PARK OSAKA TTホール / 11月2日 - 12日、サンシャイン劇場） - ジン 役[7]
- フォーティンブラス（2024年3月1日 - 18日、紀伊國屋ホール / 3月23日・24日、AiiA 2.5 Theater Kobe） - 岸川和馬 役[8][9]
- 「手紙」2025（2025年3月7日 - 23日、東京建物 Brillia HALL / 3月29日 - 31日、SkyシアターMBS / 4月5日・6日、岡山芸術創造劇場ハレノワ 大劇場） - 祐輔 役[10]

### 映画
- 東西ジャニーズJr. ぼくらのサバイバルウォーズ （2022年4月1日公開、松竹） - 竹田 役[11]